# Ahedo de Butrón
Ahedo de Butrón es una entidad local menor situada en el municipio de Los Altos, comarca de Las Merindades, partido judicial de Villarcayo, provincia de Burgos, comunidad autónoma de Castilla y León (España).

## Situación administrativa
Entidad Local Menor cuyo alcalde pedáneo es Arantxa Senarriaga.
- Mancomunidades: Sierras Tesla y Tudanca
- Municipios: Los Altos, Merindad de Valdivielso, Valle de Manzanedo

## Zona Turística:Páramos / Sedano y Las Loras
- "Sedano y las Loras"

Municipios: Basconcillos del Tozo, Humada, Los Altos, Rebolledo de la Torre, Sargentes de la Lora, Tubilla del Agua, Úrbel del Castillo, Valle de Sedano y Valle de Valdelucio.

## Monumentos
- Iglesia de San Julián y Santa Basilisa

Ubicación: REBOLLEDO DE LA TORRE (BURGOS)
Categoría: MONUMENTO  Archivado el 2 de diciembre de 2021 en Wayback Machine.
- Iglesia de San Esteban (Moradillo de Sedano)

Ubicación: MORADILLO DE SEDANO – VALLE DE SEDANO (BURGOS)
Categoría: MONUMENTO 
- Iglesia de San Esteban

Ubicación: BAÑUELOS DEL RUDRÓN – TUBILLA DEL AGUA (BURGOS)
Categoría: MONUMENTO
- Iglesia Santa María la Mayor

Ubicación: FUENTE URBEL - BASCONCILLOS DEL TOZO (BURGOS)
Categoría: EIC (Elementos de Interés Cultural de Carácter Local)

- Iglesia Santa María

Ubicación: LA PIEDRA - BASCONCILLOS DEL TOZO (BURGOS)
Categoría: EIC (Elementos de Interés Cultural de Carácter Local)

## Los Altos
TODO el Románico 
- Ahedo de Butrón: Iglesia de Santa María La Mayor
- Dobro: Iglesia de Santa Eulalia
- Escóbados de Abajo: Iglesia de La Santa Cruz
- Escóbados de Abajo: Ermita de Nuestra Señora de la Oliva
- Huidobro: Iglesia de San Clemente
- Porquera del Butrón: Iglesia de San Millán
- Quintanilla-Colina: Iglesia de la Visitación de Nuestra Señora
- Quintanilla-Colina: Ruinas de la Iglesia de San Cipriano
- Villaescusa del Butrón: Iglesia de San Torcuato

## Contexto geográfico

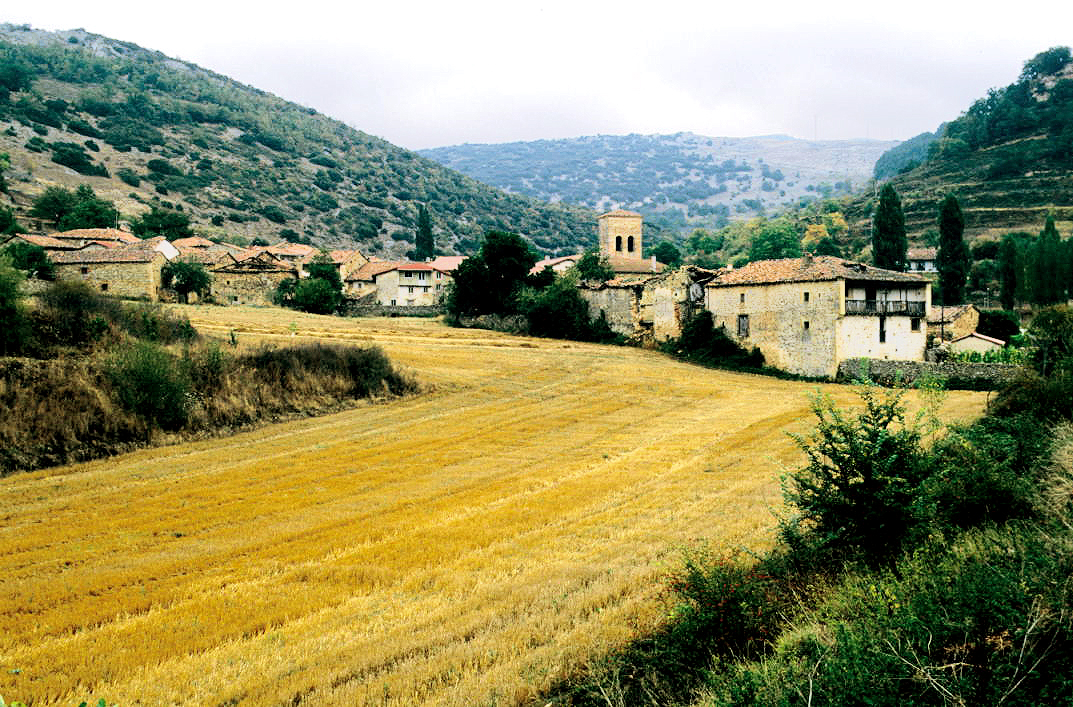
Vista de Ahedo del Butrón

Dista 6,2 km –carretera BU-V-5144– de la capital del municipio, Dobro. Se encuentra a 64 km de Burgos, a 110,7 km de Bilbao y a 124,7 km de Santander. 
- Sistema de Coordenadas Universal Transversal de Mercator ED50 UTM 30N X:531.715,12 Y:4730.818,46
- Coordenadas geográficas: 42°50'18"N; 3°41'0"W

## Historia
Lugar en el Partido alto, uno de los cuatro en que se dividía la Merindad de Valdivielso en el Corregimiento de las Merindades de Castilla la Vieja, jurisdicción de realengo con regidor pedáneo.
A la caída del Antiguo Régimen queda agregado al ayuntamiento constitucional de Merindad de Valdivielso, en el partido de Villarcayo perteneciente a la región de Castilla la Vieja.
A principios del siglo XX pasa a depender del nuevo ayuntamiento, denominado Los Altos de Dobro por división del municipio llamado Merindad de Valdivielso.

## Descripción de Sebastián Miñano (1826)
Aldea de Realengo de España, en Castilla la Vieja, provincia y arzobispado de Burgos, merindad de Valdivieso, Alcalde Pedáneo, 52 vecinos, 217 habitantes, 1 parroquia. Situada en un hondo cercado de 4 cuestas bastante elevadas, y entre una y otra hay cañadas y caminos; confina con Dobro, Porquera, Tubilleja y Tudanca, que están a las orillas del Ebro. Produce ganados y grano. Industria de cantería. (véase Valdivieso merindad y Tudanca). Advirtiendo que este pueblo produce buen trigo, y monte de hayas. Dista 10 leguas de la capital. Contribuye con la merindad.

## Patrimonio artístico y natural

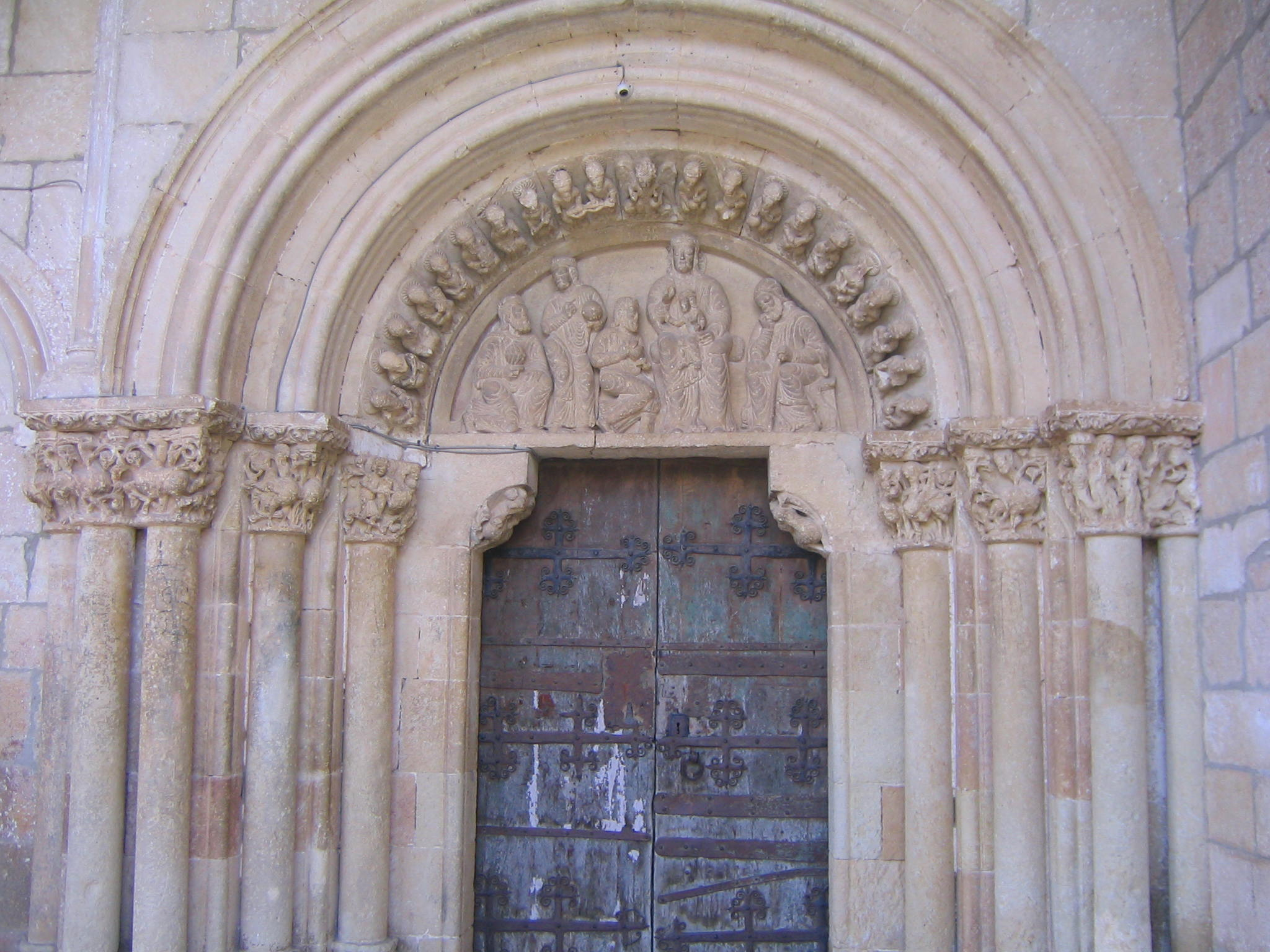
Tímpano con la Adoración de los Reyes Magos.

- Iglesia parroquial de estilo románico. Como curiosidad la portada, en cuyo tímpano figura la adoración de los Reyes Magos.
- Hayedo, el nombre proviene de la abundancia de bosques de hayas.
- Hoces del Alto Ebro y Rudrón.

## Parroquia
- Románica
- Párroco: D. Carlos Saldaña